# Callopistria randimbyi
Callopistria randimbyi är en fjärilsart som beskrevs av Pierre E.L. Viette 1965. Callopistria randimbyi ingår i släktet Callopistria och familjen nattflyn. Inga underarter finns listade i Catalogue of Life.